# Diecéze Zama major
Diecéze Zama major je titulární diecéze římskokatolické církve.

## Historie
Zama major je možné ztotožnit s Djamou v dnešním Tunisku. Je to starověké biskupské sídlo v římské provincii Afrika Proconsolare. Byla sufragánní arcidiecéze Kartágo.
V provincii Afrika Proconsolare byly dvě diecéze Zama. Často se biskupové Zam podepisovali bez určení v jaké diecézi Zama se vyskytovali. Další diecéze je Zama minor, takže známé biskupy nemůžeme zařadit do diecézí.
Biskup Marcellus se zúčastnil roku 256 Kartaginské synody, aby se svatým Cypriánem projednal otázku Lapsi. Na synodu v Kartágu roku 411 se sešli biskupové a donatisté z římské Afriky a také Dialogus a donatista Montanus.
Dnes je Zama major titulárním sídlem; současným titulárním biskupem je Geraldo Nascimento, emeritní pomocný biskup arcidiecéze Fortaleza.

## Seznam biskupů
- Marcellus (zmíněn roku 256)
- Dialogus (zmíněn roku 411)
  - Montanus (zmíněn roku 411) (biskup donatista)

## Seznam titulárních biskupů
- Tommaso Giosafat Melina (1729 – 1731)
- Martin von Neuzelle, O.Cist. (1732 – ?)
- Alessandro Alessandretti (1786 – 1796)
- Gaetano Maria Avarna (1801 – 1818)
- Frederic Cao, Sch.P. (1830 – 1852)
- Federico Mascaretti, O.Carm. (1887 – 1894)
- Albino Angelo Pardini, C.R.L. (1894 – 1925)
- Giovanni Giuseppe Santini, O.F.M.Cap. (1925 – 1940)
- Eliseu Maria Coroli, B. (1940 – 1982)
- Geraldo Nascimento, O.F.M.Cap. (od 1982)